# Amylolepiota lignicola
Amylolepiota lignicola är en svampart som först beskrevs av Petter Adolf Karsten, och fick sitt nu gällande namn av Harmaja 2002. Amylolepiota lignicola ingår i släktet Amylolepiota och familjen Agaricaceae.   Inga underarter finns listade i Catalogue of Life.